# Eleonore Lipschitz
Eleonore „Lore“ Lipschitz (* 1. August 1922 in Berlin-Lichtenberg; † 28. Mai 1981 in Berlin), geborene Krüger, war eine deutsche Politikerin (SPD).
Eleonore Krüger war eine Tochter eines Kaufmanns und besuchte ein Gymnasium. Sie machte 1941 das Abitur und wurde anschließend zum Reichsarbeitsdienst (RAD) eingezogen. Wegen einer Erkrankung wurde sie 1943 dort entlassen und konnte zunächst ein Studium an der Wirtschaftshochschule Berlin beginnen. Doch 1944 wurde sie erneut zum RAD dienstverpflichtet. 
Nach dem Zweiten Weltkrieg heiratete Eleonore Krüger bereits im Mai 1945 Joachim Lipschitz, der sich im Krieg als „Halbjude“ in ihrem Elternhaus verstecken musste. Eleonore Lipschitz studierte ab 1948 Volkswirtschaft an der Freien Universität Berlin und wurde 1954 Dozentin beim Sozialpädagogischen Institut Berlin (SPI) der Arbeiterwohlfahrt (AWO). Im März 1956 wurde sie Leiterin des SPI, im selben Jahr promovierte sie zum Dr. rer. pol.
Bei der Berliner Wahl 1963 wurde Lipschitz in das Abgeordnetenhaus von Berlin gewählt. 1964 wurde sie Nachfolgerin von Ida Wolff als Landesvorsitzende der Arbeiterwohlfahrt Berlin. In der Bundesversammlung konnte sie an der Wahl des Bundespräsidenten 1969 teilnehmen. Im Januar 1970 wurde sie Regierungsdirektorin beim Senator für Arbeit und Soziales, daher schied sie aus dem Parlament aus. Ihr Nachfolger im Abgeordnetenhaus wurde daraufhin Paul Ibscher (1910–1983).

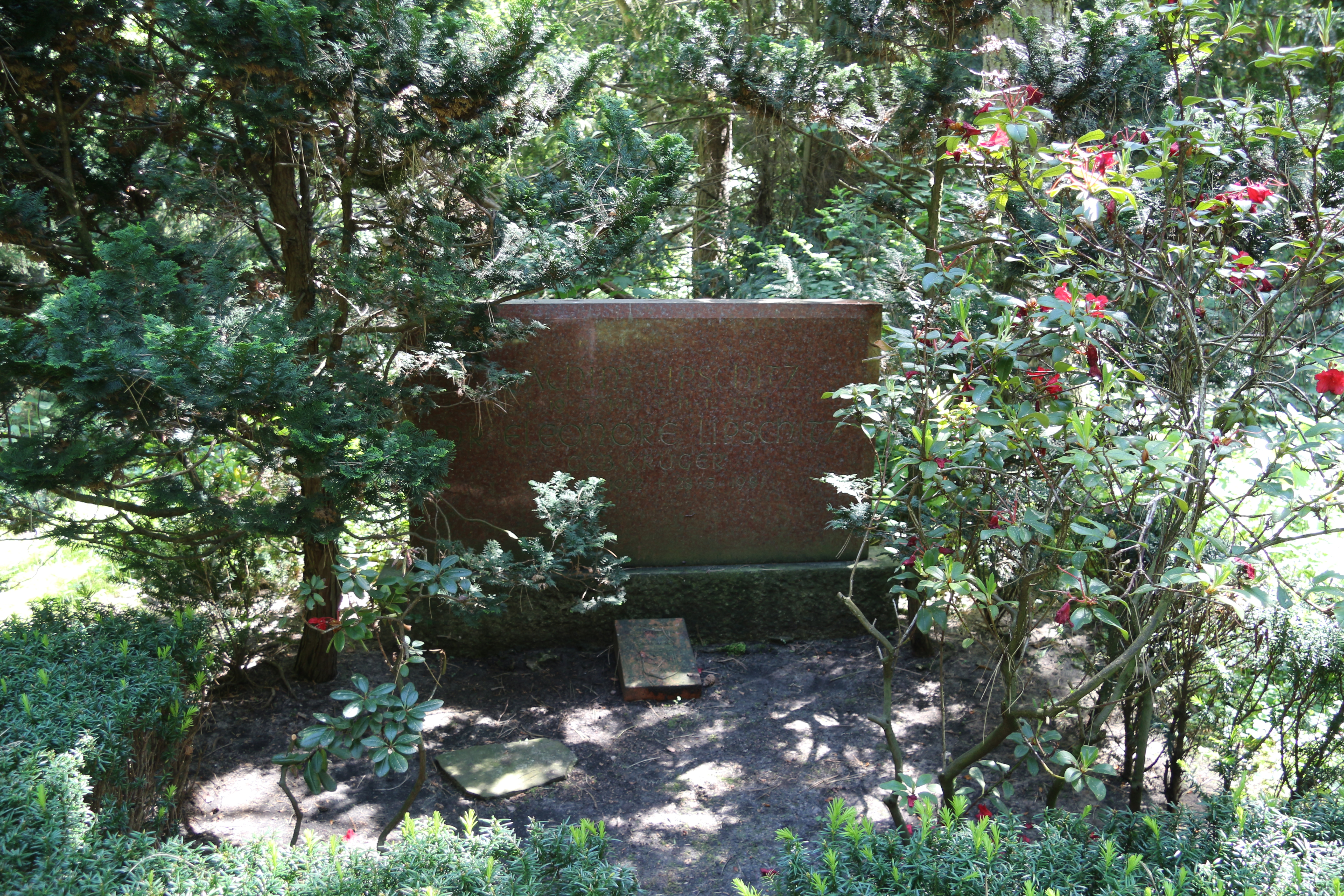
Grab des Ehepaars Lipschitz

Lipschitz wurde 1970 Patronin der Women’s International Zionist Organisation (WIZO).